# El baile de los 41
El baile de los 41 es una película mexicana dirigida por David Pablos, escrita por Monika Revilla y producida por Pablo Cruz. Retrata los hechos de la famosa redada policial en lo que despectivamente se llamó baile de invertidos, sucedida en 1901 durante el Porfiriato, popularmente conocida como el baile de los cuarenta y uno. La película la protagonizan Alfonso Herrera como Ignacio de la Torre y Mier, el yerno del presidente de México Porfirio Díaz, y Mabel Cadena como Amada Díaz, su hija ilegítima.

## Reparto
- Alfonso Herrera como Ignacio de la Torre y Mier.
- Mabel Cadena como Amada Díaz.
- Emiliano Zurita como Evaristo Rivas.
- Fernando Becerril como Porfirio Díaz.
- Paulina Álvarez Muñoz como Luz Díaz.

## Historia real
El Baile de los cuarenta y uno fue un escándalo social en 1901. Todo empezó con una redada policial a una fiesta travesti por "faltas a la moral". Según los reportes iniciales, la policía arrestó a 42 hombres, la mitad de los cuales estaban vestidos de mujer. Más tarde, la policía cambió el número de arrestados a 41. Así se creó la leyenda urbana de que el "42" había sido Ignacio de la Torre, el yerno del entonces presidente de México Porfirio Díaz, que había sido perdonado para evitar un escándalo. Sin embargo, el número se volvió icónico justamente por eso.

## Locaciones
La película se rodó en la Ciudad de México y Guadalajara a finales del 2019. Algunas locaciones incluyen la Casa Rivas Mercado, el bar "La Ópera" y el Museo Nacional de Arte (Munal), así como el templo de Santo Domingo de Guzmán en la Ciudad de México. Muchos de los exteriores se filmaron en calles de la zona metropolitana de Guadalajara.

## Estreno y distribución
La primera función pública de la película fue el 1 de noviembre de 2020 con motivo de la clausura del Festival Internacional de Cine de Morelia. La decimoctava edición del festival siguió un estricto protocolo de sana distancia debido a la pandemia de COVID-19 en México.
La premiere para el público general en México fue el 19 de noviembre en salas Cinépolis. En cuanto a películas mexicanas estrenadas en la era-Covid, El baile de los 41 fue la segunda película más taquillera en México colocándose en el top 10 taquillero de 2020 de cine mexicano.

## Premios y nominaciones
| Año  | Premio       | Categoría                   | Nominado(s)                          | Resultado | Ref.                 |
| ---- | ------------ | --------------------------- | ------------------------------------ | --------- | -------------------- |
| 2021 | Premio Ariel | Mejor película              | Pablo Cruz y Arturo Sampson          | Nominado  | [ 11 ] [ 12 ] [ 13 ] |
| 2021 | Premio Ariel | Mejor dirección             | David Pablos                         | Nominado  | [ 11 ] [ 12 ] [ 13 ] |
| 2021 | Premio Ariel | Mejor actor                 | Alfonso Herrera                      | Ganador   | [ 11 ] [ 12 ] [ 13 ] |
| 2021 | Premio Ariel | Mejor actriz                | Mabel Cadena                         | Nominada  | [ 11 ] [ 12 ] [ 13 ] |
| 2021 | Premio Ariel | Mejor coactuación masculina | Emiliano Zurita                      | Nominado  | [ 11 ] [ 12 ] [ 13 ] |
| 2021 | Premio Ariel | Mejor fotografía            | Carolina Costa                       | Nominada  | [ 11 ] [ 12 ] [ 13 ] |
| 2021 | Premio Ariel | Mejores efectos especiales  | Ricardo Arvizu                       | Nominado  | [ 11 ] [ 12 ] [ 13 ] |
| 2021 | Premio Ariel | Mejores efectos visuales    | Alma Cabrián y John Castro           | Nominado  | [ 11 ] [ 12 ] [ 13 ] |
| 2021 | Premio Ariel | Mejor diseño de arte        | Daniela Schneider                    | Ganadora  | [ 11 ] [ 12 ] [ 13 ] |
| 2021 | Premio Ariel | Mejor maquillaje            | Alfredo "Tigre" Mora                 | Ganador   | [ 11 ] [ 12 ] [ 13 ] |
| 2021 | Premio Ariel | Mejor vestuario             | Kika Lopes                           | Ganadora  | [ 11 ] [ 12 ] [ 13 ] |
| 2021 | Premio Ariel | Mejor música original       | Carlo Ayhllón y Andrea Balency-Béarn | Nominado  | [ 11 ] [ 12 ] [ 13 ] |